# Tratado Global sobre Poluição Plástica
Tratado Global sobre Poluição Plástica é um acordo internacional juridicamente vinculante sobre plásticos, que está em negociação pelos Estados-Membros da ONU. Ele abordará todo o ciclo de vida dos plásticos, desde o design até a produção e o descarte. Em 2 de março de 2022, os Estados-Membros da ONU votaram, durante a quinta sessão retomada da Assembleia das Nações Unidas para o Meio Ambiente (UNEA-5.2), pela criação de um Comitê Intergovernamental de Negociação (INC) com o mandato de avançar em um acordo internacional juridicamente vinculante sobre plásticos. A resolução foi intitulada “Acabar com a poluição plástica: Rumo a um instrumento internacional juridicamente vinculante.”

## Cronograma
Após a UNEA-5.2, o mandato estabeleceu que o INC deveria iniciar seus trabalhos até o final de 2022, com o objetivo de "concluir um projeto de acordo global juridicamente vinculante até o final de 2024."
Os trabalhos em direção ao tratado começaram com a reunião de um grupo de trabalho ad hoc de composição aberta em Dacar, Senegal, de 30 de maio a 1 de junho de 2022. Durante essa reunião, os Estados-Membros estabeleceram um cronograma para as reuniões subsequentes até o final de 2024, regras de procedimento e o escopo inicial de trabalho para a primeira reunião do INC.
A primeira reunião do comitê de negociação (INC-1) ocorreu em Punta del Este, Uruguai, de 28 de novembro a 2 de dezembro de 2022. A agenda incluiu itens como a adoção formal das regras de procedimento. Mais de 2.300 delegados de 160 países participaram.
A segunda reunião do comitê de negociação (INC-2) ocorreu em Paris, França, de 29 de maio a 2 de junho de 2023.
A terceira sessão (INC-3) aconteceu de 13 a 19 de novembro de 2023 na sede do Programa das Nações Unidas para o Meio Ambiente (PNUMA), em Nairóbi, Quênia.
A quarta sessão (INC-4) ocorreu de 23 a 29 de abril de 2024, em Ottawa, Canadá, onde 196 lobistas da indústria de combustíveis fósseis estiveram presentes, superando o número de cientistas participantes.
A quinta sessão, primeira parte (INC-5.1), ocorreu de 25 de novembro a 1º de dezembro de 2024, em Busan, República da Coreia.
A segunda parte da quinta sessão (INC-5.2) ocorrerá de 5 a 14 de agosto de 2025, em Genebra, Suíça.
Em 2025, o tratado deverá ser finalizado durante a conferência dos plenipotenciários, tendo Equador, Peru, Ruanda e Senegal como possíveis países anfitriões.

## Conteúdo
Os membros concordaram que o tratado terá alcance internacional, será juridicamente vinculante e deverá abordar todo o ciclo de vida dos plásticos, incluindo seu design, produção e descarte. Argumenta-se que também é necessário abordar os produtos químicos contidos nos plásticos, como aditivos, auxiliares de processamento e substâncias adicionadas de forma não intencional.

## Apoio ao tratado
No período que antecedeu a UNEA-5.2, a maioria dos Estados-Membros da ONU expressou apoio ao avanço de um tratado global. Outros grupos que fizeram declarações públicas sobre a necessidade de um tratado incluem o setor empresarial, a sociedade civil, povos indígenas, trabalhadores, sindicatos, catadores de materiais recicláveis e cientistas.